# تریاکسین سی
تریاکسین سی (به انگلیسی: Triacsin C) با فرمول شیمیایی C۱۱H۱۷N۳O یک ترکیب شیمیایی با شناسه پاب‌کم ۹۵۷۶۷۸۷ است. که جرم مولی آن ۲۰۷٫۱۳۷ g/mol می‌باشد. 